# Patrick Cardy
Patrick Robert Thomas Cardy (* 22. August 1953 in Toronto; † 24. März 2005 in Ottawa) war ein kanadischer Komponist, Musikpädagoge und Flötist.

## Leben
Cardy wuchs in Kitchener auf und studierte an der University of Western Ontario bei Arsenio Giron und Donald Steven und an der McGill University bei Bengt Hambraeus. 1975, 1977 und 1978 erhielt er Kompositionsstipendien der Composers, Authors and Publishers Association of Canada. Ab 1977 unterrichtete er am Musikdepartment (ab 1991 School for Studies in Art and Culture) der Carleton University. Daneben wirkte er als Präsident von Espace Musique (1987–88), der Gesellschaft für Neue Musik von Ottawa, und der Canadian League of Composers (1989–90) und Vorstandsmitglied der Canadian University Music Society und war 1996 musikalischer Berater des Festivals für Neue Musik A Tonal Departure des National Arts Centre Orchestra.
Als Komponist schuf Cardy mehr als fünfzig Auftragswerke u. a. für das National Arts Centre Orchestra, das Ottawa International Chamber Music Festival, das Edmonton Symphony Orchestra, das Saint Lawrence String Quartet und Musiker wie Angela Hewitt, Robert Cram, Beverley Johnston, Dale Maves, Carmelia MacWilliam und Richard Dacey, Jean-Guy Brault, David MacDonald, James Campbell, Elaine Keillor und Christina Petrowska, Paul Massel, Jerry und Janos Csaba, Robert Riseling, Gene Ramsbottom, Robert Cram, Maria Lambros Kannen, Julian Armour, Stephen und Catherine Rollins, Mary Bullock und Paul Bendzsa. Seine Komposition Virelai war 1992 für einen Juno Award nominiert. David McDonald erhielt für seine Aufnahme von Cardys Éclat 1999 den East Coast Music Award.

## Werke
- Hope für Streichorchester (2002)
- Zodiac Dances, Book Three für Streichquartett, visuelle Kunst und Tänzer (2002)
- Balulalow für Stimme und Klavier (2003)
- Peregrine für Saxophonquartett (2001)
- Juggernaut für Saxophonquartett (2001)
- Rhythm in Your Rubbish für Orchester (2001)
- Trobadores für Orchester (2000)
- Zodiac Dances, Books One and Two für Streichquartett, visuelle Kunst und Tänzer (2000)
- Kalenda Maya für Blechbläser und Klarinette (1999)
- Bonavista für Klarinette und Orchester (1997)
- ...and in the night the gentle earth is falling into morning... für Stimme und Streichorchester oder Klavier (1998)
- Chasing Beethoven für Streichquartett (1998)
- The Return of the Hero für Stimme und Klavier (1997)
- Sans Souci für Flöte und Gitarre (1996)
- Liesel, Suse, Ilze and Gerda für Cello oder Violine oder Viola und Klavier (1996)
- La Folia für Kammerorchester (1996)
- Dreams of the Sídhe für Streichorchester (1995)
- Te Deum für Stimmen und Blechbläser (1995)
- Silver and Shadow für Klavier (1994)
- Fhir a Bhata: The Boatman für Streichorchester (1994)
- Elegy für zwei Bratschen (1994)
- Et in Arcadia ego für Flöte und Orchester (1994)
- Danses folles et amoureuses für Flöte, Oboe oder Klarinette, Geige, Cello und Cembalo (1993)
- "Dulce et decorum est..." für Streichquartett (1993)
- Autumn für Stimme und Klavier (1992)
- Chaconne für Marimba und Kammerorchester (1992)
- Serenade für Klarinette, Fagott und Streichorchester (1992)
- Avalon für Orchester (1991)
- The Little Mermaid für Erzähler und Kammerensemble (1990)
- Tombeau für Klarinette, Cello und Klavier (1989)
- Tango! für Klarinette, Geige und Klavier (1989)
- Qilakitsoq: The Sky Hangs Low für Klarinette, Fagott, Horn und Klavier (1988)
- Mimesis für Geige und Bratsche (1987)
- Les Eaux de Tristesse! für Bariton und Klavier (1986)
- Outremer: The Land Beyond the Sea für Klavier zu vier Händen und gestimmte Kristallgläser (1985)
- Virelai für Klarinette und Streichorchester (1985)
- Éclat für Orgel (1984)
- Jig für Klarinette, Bratsche, Cello, Kontrabass, Klavier und Perkussion (1984)
- Mirages für Altsaxophon oder Flöte und Klavier (1984)
- "...time presses and night begins to fall..." für Flöte und Orgel (1982)
- Jeu d'Enfant für Kontrabass und Chor (1981)
- The Masks of Astarte für Klavier (1981)
- The Snow Queen für Erzähler und Streichquartett (1980)
- Angels für Flöte, Oboe, Cello und Klavier (1980)
- Sparkle für Flöte und Klavier (1980)
- Apokalypsis für Chor und Orchester (1978)
- Golden Days, Silver Nights  (1977)
- Re-Atum für Orgel (1976)